# راه تک بانده

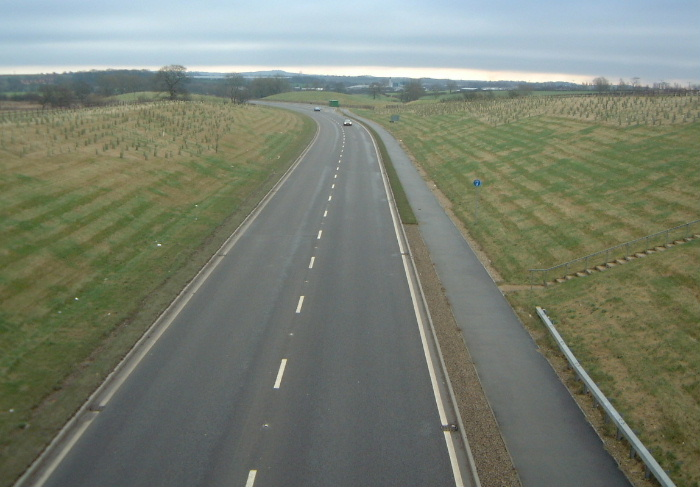
جاده شریانی با دو لاین عبوری برای عبور در هر دو جهت و یک راه دوچره در کنار.

جاده تک بانده به یک جاده یا معبر گفته می‌شود که حاوی دو یا تعداد بیشتری لاین عبوری (خطوط) در یک باند عبور واحد است. بنابراین در وسط جاده جداکننده ای وجود ندارد.
جاده دو خطه یا بزرگراه دو خطه معمولاً دارای یک باند عبور با یک لاین رفت و یک لاین برگشت برای عبور و مرور دوطرفه خودروهاست. ممکن است یک خیابان یا جاده تک بانده برای مقاصد ترافیکی به صورت یک طرفه دربیاید و حرکت در تمام لاین های آن در موازات هم و در یک جهت صورت گیرد.

## کشور

### بریتانیا

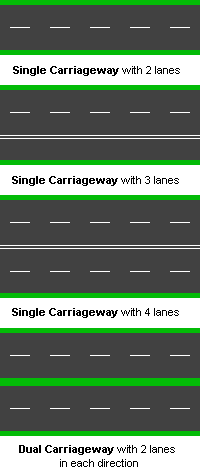
نمودار از انواع جاده ها در انگلستان

حداکثر سرعت در جاده های تک بانده در پادشاهی متحده کمتر از حداکثر سرعت در جاده های دوبانده است.

## همچنین نگاه کنید
- جاده دوبانده